# Exochaenium debile
Exochaenium debile är en gentianaväxtart som beskrevs av Friedrich Welwitsch. Exochaenium debile ingår i släktet Exochaenium och familjen gentianaväxter. Inga underarter finns listade i Catalogue of Life.